# Nasrin Husseini
Nasrin Husseini es una defensora de los refugiados, investigadora veterinaria y activista de la alimentación canadiense nacida en Afganistán, que trabaja para rehacer el sistema alimentario. Su investigación se centra en mejorar la salud animal mediante la cría y la mejora de la productividad de los alimentos derivados de los animales de granja. En 2021 formó parte de la lista 100 Mujeres de la BBC, que incluye a las mujeres más inspiradoras e influyentes del mundo.

## Biografía
Nasrin Husseini nació en Afganistán y pasó su infancia como refugiada en Irán. Después de la caída de los talibanes, regresó a Afganistán en 2004, donde formó parte de la segunda clase de mujeres que se graduaron del programa de medicina veterinaria de la Universidad de Kabul en 2010.
En 2010, debido a la discriminación que experimentó como mujer educada en Afganistán, se mudó a Toronto, Canadá como refugiada. Ahí se matriculó en la Universidad de Guelph. En 2018 su familia se reunió con ella en Canadá. Recibió una Maestría de Ciencias en Inmunología en 2020 con su tesis Resiliencia del ganado vacuno de alta respuesta inmune en el contexto del cambio climático (2020). Después de graduarse, Husseini comenzó a trabajar para la Universidad de Guelph como investigadora veterinaria en el laboratorio de inmunología.  
En 2021, Husseini trabajó como voluntaria para los Servicios Humanitarios Hazara en Brampton, que ayuda a hazaros provenientes de Afganistán a establecerse en Canadá. También fue voluntaria en el Programa Juvenil Bookies, que promueve la alfabetización y la narración de cuentos a niños afganos.